# Haskell Wexler
Haskell Wexler, ASC (6 de febrer de 1922 - 27 de desembre de 2015) va ser un director de fotografia, productor de cinema i director estatunidenc. Wexler va ser considerat un dels deu directors de fotografia més influents de la història del cinema en una enquesta als membres de l'International Cinematographers Guild. Va guanyar l'Oscar a la millor fotografia dues vegades, el 1966 i el 1976, d’un total de cinc nominacions. Al seu obituari a The New York Times, Wexler és descrit com "conegut com un dels directors de fotografia més inventius de Hollywood".

## Primers anys i educació
Wexler va néixer en una família de jueus a Chicago el 1922. Els seus pares foren Simon i Lottie Wexler, i germans seus Jerrold, Joyce (Isaacs) i Yale. Va estudiar a la Francis Parker School, on era el millor amic de Barney Rosset.
Després d'un any d'universitat a la Universitat de Califòrnia, Berkeley, es va oferir voluntari com a mariner a la Marina Mercant el 1941, mentre els EUA es preparaven per entrar a la Segona Guerra Mundial. Es va fer amic del seu company de navegació Woody Guthrie, que més seria un famós cantant folk. Mentre estava a la Marina Mercant, Wexler va defensar la desegregació dels mariners. El novembre de 1942, el seu vaixell va ser torpedinat per un submarí alemany i es va enfonsar davant de la costa de Sud-àfrica. Va passar 10 dies en un vaixell salvavides abans de ser rescatat. Després de la guerra, Wexler va rebre l'Estrella de Plata i va ser ascendit al rang de segon oficial.
Va tornar a Chicago després de la seva baixa el 1946 i va començar a treballar al magatzem de l'empresa del seu pare, Allied Radio. Va decidir que volia convertir-se en cineasta, encara que no tenia experiència, i el seu pare el va ajudar a muntar un petit estudi a Des Plaines, Illinois. Va començar rodant pel·lícules industrials a les fàbriques del Midwest. Quan el seu estudi va perdre massa diners, finalment es va tancar, però el negoci va servir com a escola de cinema no oficial per a Wexler.
Més tard va treballar com a càmera autònom, unint-se a l'International Photographers Guild el 1947. Va arribar a llocs més tècnics després de començar com a assistent de càmera en diversos projectes. Va fer diversos documentals, inclosa The Living City, que va ser nominada a un premi Oscar.

## Carrera cinematogràfica
Wexler va fer breument pel·lícules industrials a Chicago, després el 1947 es va convertir en assistent de càmera. Wexler va treballar en llargmetratges i curtmetratges documentals; docudrames de baix pressupost com ara The Savage Eye de 1959, el sitcom The Adventures of Ozzie and Harriet i anuncis de televisió (després va fundar Wexler-Hall, una companyia de producció comercial de televisió, amb Conrad Hall). Va fer deu pel·lícules documentals amb el director Saul Landau, incloent Paul Jacobs and the Nuclear Gang, que es va emetre a PBS i va guanyar un Premi Emmy i un Premi George Polk. Altres documentals destacats rodats i codirigits (amb Landau) per Wexler foren Brazil: A Report on Torture, The CIA Case Officer i The Sixth Sun: A Mayan Uprising in Chiapas.
L'any 1963 Wexler va autofinançar, va produir i va fotografiar el documental The Bus en el qual un grup de Freedom Riders són seguits mentre fan el seu camí de San Francisco a Washington D.C. Aquell mateix any va ser director de fotografia de la seva primera pel·lícula de gran pressupost, Amèrica, Amèrica d'Elia Kazan. Kazan va ser nominat per a un Oscar al millor director. Wexler va treballar contínuament a Hollywood després. George Lucas, aleshores de 20 anys, va conèixer Wexler que compartia la seva afició a les curses d'automòbils. Wexler va moure uns quants fils per ajudar en Lucas a ser admès a la USC Film School. Wexler treballarà més tard amb Lucas com a consultor a American Graffiti (1973).
Wexler va ser director de fotografia de la versió de pantalla de Mike Nichols de Qui té por de Virginia Woolf? (1966), pel qual va guanyar l'últim Oscar a la Millor Fotografia (Blanc i Negre). L'any següent Wexler foudirector de fotografia del drama detectivesc guanyador de l'Oscar, En la calor de la nit (1967), protagonitzada per Sidney Poitier. El seu treball va destacar per ser la primera pel·lícula important de la història de Hollywood que es va rodar en color amb la consideració adequada per a una persona d'ascendència africana. Wexler va reconèixer que la il·luminació estàndard tendia a produir massa resplendor en aquest tipus de pell fosca fent que els actors quedin malament. En conseqüència, Wexler el va reduir per presentar Poitier amb millors resultats fotogràfics.
Wexler va ser acomiadat com a director de fotografia durant el rodatge de La conversa de Francis Ford Coppola i substituït per Bill Butler. També va ser acomiadat de la pel·lícula de Miloš Forman de 1975 Algú va volar sobre el niu del cucut i va ser substituït de nou per Bill Butler. Wexler creia que el seu acomiadament a Cuckoo's Nest es devia a les seves opinions polítiques radicals d'esquerra, tal com destaca el seu treball competitiu al documental Underground, en què el grup guerriller urbà d’extrema esquerra The Weather Underground estaven sent entrevistats mentre s'amagaven de la llei. Tanmateix, Forman va dir que havia acabat amb Wexler per simples diferències artístiques. Tant Wexler com Butler van rebre nominacions a l'Oscar a la millor fotografia per Algú va volar sobre el niu del cucut, tot i que Wexler va dir que hi havia "només un minut o dos minuts en aquella pel·lícula que no vaig rodar".
Tanmateix, va guanyar un segon Oscar per Camí a la glòria (1976), una biografia de Woody Guthrie, a qui Wexler havia conegut durant la seva estada a la Marina Mercant. Camí a la glòria va ser el primer llargmetratge que va fer ús de la recentment inventada Steadicam, en una famosa seqüència que també incorporava una grua plana. Wexler també va ser acreditat com a director de fotografia addicional a Days of Heaven (1978), que va guanyar un Oscar a la millor fotografia per Néstor Almendros. Wexler va aparèixer a la banda sonora de la pel·lícula Underground (1976), gravada a Folkways Records el 1976.
Ha treballat en documentals al llarg de la seva carrera. El documental Paul Jacobs and the Nuclear Gang (1980) va guanyar un Premi Emmy; Interviews with My Lai Veterans (1970) va guanyar un Oscar. Els seus posteriors documentals foren Bus Riders' Union (2000), sobre la modernització i expansió dels serveis d'autobusos a Los Angeles per l'organització i el seu fundador Eric Mann, Who Needs Sleep? (2006), el documental de Independent Lens Good Kurds, Bad Kurds: No Friends But the Mountains (2000), Tell Them Who You Are (2004) Bringing King to China (2011), i From Wounded Knee to Standing Rock: A Reporter's Journey (2019).
Wexler també va dirigir pel·lícules de ficció. Medium Cool (1969), una pel·lícula escrita per Wexler i rodada a l'estil cinema vérité, és estudiada per estudiants de cinema d’arreu del món per la seva forma innovadora. Va influir en més d’una generació de cineastes. En el comentari del DVD per a Criterion Collection, Wexler va recordar que els executius de l'estudi es van quedar bocabadats amb la pel·lícula, "una història atrevida i godardiana que va rebotar d'un tema candent a l'altre (pobresa, racisme, rebel·lió civil, la guerra del Vietnam, i els assassinats de Kennedy i King)." El making of de Medium Cool fou subjecte del documental de Paul Cronin per la BBC Look Out Haskell, It's Real: The Making of Medium Cool (2001). "Medium Cool" va ser seleccionada per la seva conservació al National Film Registry l'any 2003.
Produïda per Lucasfilm i sense acreditar George Lucas, la pel·lícula de Wexler Latino (1985) va ser escollida per al 38è Festival Internacional de Cinema de Canes. Va escriure i dirigir l'obra. Un altre projecte de direcció va ser From Wharf Rats to Lords of the Docks (2007), una exploració íntima de la vida i els temps de Harry Bridges, un extraordinari líder sindical i visionari social descrit com "un heroi o el diable encarnat: tot depèn del teu punt de vista."
El 1988, Wexler va guanyar el Premi Independent Spirit a la millor fotografia per la pel·lícula de John Sayles Matewan (1987), per la qual també va ser nominat a un Oscar. El seu treball amb Billy Crystal a la pel·lícula de HBO 61* (2001) va ser nominat a un Emmy.
El 2021, els cineastes Joan Churchill i Alan Barker van publicar un documental de 26 minuts, Shoot From the Heart, sobre la vida i la carrera de Wexler. Churchill va descriure la seva intenció de fer la pel·lícula d'aquesta manera: "Estàvem fent una pel·lícula sobre un home que era un activista apassionat, que mai va renunciar a l'esperança pel món."
Un "activista liberal de tota la vida", durant els darrers anys de la seva vida, Wexler va entrenar el seu enfocament a conscienciar sobre la privació del son i les llargues hores a la indústria cinematogràfica, que va culminar amb el documental Who Needs Sleep? (2006), que "va examinar l'excés de treball rutinari dels equips de filmació de Hollywood." En un article en primera persona a HuffPost, Wexler va escriure: "No hi ha res que m'agradi més que fer pel·lícules. Però la salut dels meus companys de cinema i els ciutadans és més important que qualsevol cosa a la gran pantalla."

## Vida personal
Wexler es va casar amb l'actriu nord-americana Rita Taggart el 1989. Va tenir dos fills, quatre néts; i una besnéta.

## Mort
Wexler va morir mentre dormia als 93 anys el 27 de desembre de 2015, a la seva casa de Santa Monica, Califòrnia.

## Llegat i honors (premis a la carrera)
- El 1993, Wexler va guanyar un Lifetime Achievement Award de la American Society of Cinematographers, el primer càmera actiu a ser guardonat.[25]
- El 1996, va ser guardonat amb una estrella al Passeig de la Fama de Hollywood, el primer director de fotografia en 35 anys a rebre aquest reconeixement.[25]
- El 2004, Wexler va ser objecte d'un documental, Tell Them Who You Are, dirigit pel seu fill, Mark Wexler.[26]
- El 2007, va rebre un premi a la trajectòria de l'Associació de Documentals Independents i el mateix de la Society of Operating Cameramen.[27][28]
- El 2014, el Location Managers Guild of America va atorgar a Wexler el Premi Humanitari a la seva entrega de premis inaugural.[29]
- Sis de les pel·lícules en què va treballar han estat conservades pel National Film Registry per ser "importants culturalment, històricament o estèticament": Qui té por de Virginia Woolf? (introduïda el 2013), Days of Heaven (2007), Medium Cool (2003), En la calor de la nit (2002), American Graffiti (1995) i Algú va volar sobre el niu del cucut (1993).[30][31][32]
- * El setembre de 2016, George Lucas va crear la càtedra Haskell Wexler Endowed in Documentary a la USC School of Cinematic Arts. El primer titular de la Càtedra Wexler és Michael Renov, vicedegà d'Afers Acadèmics de l'SCA i professor de la Bryan Singer Division of Cinema & Media Studies.

## Filmografia seleccionada
- Stakeout on Dope Street, 1958 (Wexler és acreditat amb el pseudònim de Mark Jeffrey a causa de problemes amb la seva pertinença al gremi)[33][cal citació]
- The Savage Eye, 1960
- The Hoodlum Priest, 1961
- Angel Baby, 1961
- Face in the Rain, 1963
- Amèrica, Amèrica, 1963
- El millor, 1964
- Estimats difunts, 1965 (també productor)
- Qui té por de Virginia Woolf?, 1966
- En la calor de la nit, 1967
- El cas de Thomas Crown, 1968
- Medium Cool, 1969 (també director i guionista)
- American Graffiti, 1973 (com a "consultor visual")
- Introduction to the Enemy, 1974 (també director)
- Algú va volar sobre el niu del cucut, 1975 (substituït per Bill Butler)
- Underground, 1976 (també co-director)
- Camí ala glòria, 1976
- Tornar a casa, 1978
- Days of Heaven, 1978
- Second-Hand Hearts, 1981
- Lookin' to Get Out, 1982
- The Man Who Loved Women, 1983
- Latino, 1985 (també director i guionista)
- Matewan, 1987
- Colors de guerra, 1988
- Tres fugitius, 1989
- L'escàndol Blaze, 1989
- Other People's Money, 1991
- The Babe, 1992
- The Secret of Roan Inish, 1994
- Canadian Bacon, 1995
- La brigada de Mulholland, 1996
- The Rich Man's Wife, 1996
- Limbo, 1999
- 61*, 2001
- Silver City, 2004
- The Writer with No Hands, 2014 (apareix com ell mateix)
- Who Needs Sleep?, 2006 (director i director de fotografia)[34]

## Frequents col·laboradors
- Hal Ashby
- Norman Jewison
- John Sayles
- Saul Landau